# Termitoloemus marshalli
Termitoloemus marshalli är en tvåvingeart som beskrevs av Baranov 1936. Termitoloemus marshalli ingår i släktet Termitoloemus och familjen spyflugor. Inga underarter finns listade i Catalogue of Life.